# Mikele Leigertwood
Mikele Leigertwood est un footballeur international antiguais, né le 12 novembre 1982 à Enfield en Angleterre.

## Biographie

### Début de carrière
Mikele Leigertwood commence sa carrière à Wimbledon, mais il fait ses débuts professionnels lors de son prêt à Leyton Orient en novembre 2001. Il joue son premier match à Wimbledon à la fin de la saison 2001-2002, lors d'une défaite 1-0 contre Barnsley. À Wimbledon, il joue 65 matchs, marquant  trois fois contre Norwich, Watford et Portsmouth en League Cup.

### Crystal Palace
Il est transféré à Crystal Palace pour 155 000 £ (180 000 €) en janvier 2004, devenant ainsi la première signature permanente de Iain Dowie et joue 15 matches de championnat pour le reste de la saison 2003-2004, permettant d'assurer la promotion de Crystal Palace en Premier League. Durant la saison 2004-2005, il fait 23 apparitions pour Crystal Palace, il inscrit son premier but pour le club contre Tottenham Hotspur.

### Sheffield United
Après la relégation de son club de Crystal Palace, il a rejoint Sheffield United sur un contrat de trois ans pour un montant de transfert de 600 000 £ (700 000 €). Mikele Leigertwood rejoint les Queens Park Rangers pour un montant de 900 000 £ (1 050 000 €) en août 2007.

### Queens Park Rangers
Durant son passage au Queens Park Rangers, Mikele Leigertwood est apparu 141 fois et a marqué 12 buts pour le club. Mikele Leigertwood a été prêté au Reading en novembre 2010 après avoir été en disgrâce auprès de Neil Warnock. Après une série constante de bonnes performances, son prêt s'est étendu jusqu'à la fin de la saison 2011. Il a marqué son premier but face à Stevenage en FA Cup le 29 janvier 2011. Une semaine plus tard Mikele Leigertwood ajoute de nouveau un but face à Cardiff City se terminant sur un match nul 2-2. 

### Reading
En mai 2011, il a été annoncé que Reading avait fait signer à Mikele Leigertwood un contrat de trois ans, le transfert s'est réalisé le 1er juin à l'ouverture du mercato estival.

### International
Leigertwood est éligible pour être sélectionné pour l'équipe d'Antigua-et-Barbuda. Le sélectionneur d'Antigua-et-Barbuda Willie Donachie a essayé d'avoir Mikele Leigertwood en sélection en juin 2008 pour les éliminatoires de la coupe du monde 2010 mais n' y était pas parce qu'il assistait à un mariage. Leigertwood a reçu un carton rouge et quatre interdiction match dans un match contre Birmingham City le 28 octobre 2008. Lors de cette interdiction, il a accepté un appel pour le Championnat des Caraïbes pour représenter l'Antigua-et-Barbuda. Il fait ses débuts en équipe nationale le 5 novembre 2008 dans une défaite de 3-2 face au Trinité-et-Tobago et a marqué son premier but dans leur prochain match contre la Guyana. En novembre 2010, il est retourné en équipe nationale et a participé à la deuxième étape du Championnat des Caraïbes, en jouant les trois matches.

## Palmarès
Reading
- Championship (D2)
  - Champion : 2012

## Carrière

### En club
| Saison                | Club                  | Championnat           | Championnat | Championnat | Coupe nationale | Coupe nationale | Coupe de la Ligue | Coupe de la Ligue | Antigua-et-Barbuda | Antigua-et-Barbuda | Total | Total |
| Saison                | Club                  | Division              | M.          | B.          | M.              | B.              | M.                | B.                | M.                 | B.                 | M.    | B.    |
| 2001 - 2002           | Wimbledon FC          | Championship          | 0           | 0           | -               | -               | -                 | -                 | -                  | -                  | 0     | 0     |
| nov. 2001 - 2002      | Leyton Orient         | League Two            | 7           | 0           | 1               | 0               | -                 | -                 | -                  | -                  | 8     | 0     |
| 2001 - 2002           | Wimbledon FC          | Championship          | 1           | 0           | -               | -               | -                 | -                 | -                  | -                  | 1     | 0     |
| 2002 - 2003           | Wimbledon FC          | Championship          | 28          | 0           | 2               | 0               | 3                 | 0                 | -                  | -                  | 33    | 0     |
| 2003 - 2004           | Wimbledon FC          | Championship          | 37          | 2           | 3               | 0               | 1                 | 0                 | -                  | -                  | 41    | 2     |
| 2003 - 2004           | Crystal Palace        | Championship          | 15          | 0           | -               | -               | -                 | -                 | -                  | -                  | 15    | 0     |
| 2004 - 2005           | Crystal Palace        | Premier League        | 20          | 1           | 1               | 0               | 2                 | 0                 | -                  | -                  | 23    | 1     |
| 2005 - 2006           | Crystal Palace        | Championship          | 27          | 0           | 2               | 0               | 1                 | 0                 | -                  | -                  | 30    | 0     |
| 2006 - 2007           | Sheffield United      | Premier League        | 19          | 0           | -               | -               | -                 | -                 | -                  | -                  | 19    | 0     |
| 2007 - 2008           | Sheffield United      | Championship          | 2           | 0           | -               | -               | 2                 | 0                 | -                  | -                  | 4     | 0     |
| 2007 - 2008           | Queens Park Rangers   | Championship          | 40          | 5           | -               | -               | -                 | -                 | -                  | -                  | 40    | 5     |
| 2008 - 2009           | Queens Park Rangers   | Championship          | 42          | 2           | 2               | 0               | 2                 | 0                 | 3                  | 1                  | 49    | 3     |
| 2009 - 2010           | Queens Park Rangers   | Championship          | 40          | 5           | 2               | 0               | 3                 | 0                 | -                  | -                  | 45    | 5     |
| 2010 - 2011           | Queens Park Rangers   | Championship          | 9           | 0           | -               | -               | 1                 | 0                 | 3                  | 0                  | 13    | 0     |
| 2010 - 2011           | Reading FC            | Championship          | 22          | 1           | 4               | 1               | -                 | -                 | -                  | -                  | 26    | 2     |
| 2011 - 2012           | Queens Park Rangers   | Championship          | -           | -           | -               | -               | -                 | -                 | -                  | -                  | 0     | 0     |
| 2011 - 2012           | Reading FC            | Championship          | 41          | 5           | 1               | 0               | -                 | -                 | 5                  | 0                  | 47    | 5     |
| 2012 - 2013           | Reading FC            | Premier League        | 30          | 1           | 2               | 1               | 2                 | 1                 | -                  | -                  | 34    | 3     |
| 2013 - 2014           | Reading FC            | Championship          | 4           | 0           | -               | -               | -                 | -                 | -                  | -                  | 4     | 0     |
| Total sur la carrière | Total sur la carrière | Total sur la carrière | 385         | 22          | 20              | 2               | 17                | 1                 | 11                 | 1                  | 433   | 26    |

### International
| # | Date            | Stade                                         | Opposant | Score | Competition                       |
| - | --------------- | --------------------------------------------- | -------- | ----- | --------------------------------- |
| 1 | 7 novembre 2008 | Marvin Lee Stadium, Macoya, Trinité-et-Tobago | Guyana   | 2–1   | Coupe caribéenne des nations 2008 |